# Movimento di Azione Rivoluzionaria
Il Movimento di Azione Rivoluzionaria, in acronimo MAR, fu un'organizzazione terrorista italiana fondata da Carlo Fumagalli e da Gaetano Orlando.

## Storia e ideologia
Fondato nel 1962 da elementi legati al Partito Repubblicano Italiano e dall'Unione Democratica per la Nuova Repubblica divenne subito attivo in Alto Adige, dove tra il 1964 ed il 1970 compì azioni armate contro i separatisti sudtirolesi, per poi compiere nuovi attentati in Lombardia dal 1970 al 1974 dove compì azioni contro le organizzazioni comuniste, prima di cessare le proprie azioni. Il MAR fu un gruppo armato repubblicano schierato su posizioni rigidamente filo-atlantiche, finalizzate ad una politica a sostegno del Partito Repubblicano Italiano e di Nuova Repubblica. I leader di questa organizzazione erano Carlo Fumagalli, il quale si definiva "estremista di centro" (era stato un eroe decorato nella Resistenza con il nome di battaglia di “Jordan” poiché militò nelle formazioni partigiane di Giustizia e Libertà che erano di ispirazione repubblicana), e da Gaetano Orlando, il quale aveva militato nel Partito Socialdemocratico Italiano, con il quale era stato anche eletto sindaco del suo paese, in Valtellina. Per questi motivi il MAR, nonostante fosse fortemente anticomunista, non fu mai un gruppo terrorista neofascista, ma paradossalmente legato all'ideologia repubblicana, e che a differenza di altre organizzazioni terroristiche di estrema destra, non voleva il ritorno del fascismo, ma la nascita di uno stato repubblicano di tipo presidenziale.

### Gli attentati in Alto Adige negli anni sessanta contro i separatisti austro-tedeschi
Il Movimento d'Azione iniziò come primo obbiettivo a combattere i movimenti separatisti austro-tedeschi dell'Alto Adige, e la prima azione armata avvenne in territorio austriaco, dove i membri del MAR si unirono in quell'occasione ai membri di altre organizzazioni nazionaliste italiane e decisero di vendicare i morti della strage di Cima Vallona. Compirono numerosi attentati a Vienna, dove devastarono con cariche esplosive il monumento dell'Armata Rossa situato nella capitale austriaca, che risultò semi distrutto, e nella cittadina di Ebensee, dove misero svariati ordigni esplosivi alle saline cittadine, alla funivia del Feuerkogel e al "Monumento dei leoni" ("Löwendenkmal"), omaggio al passato imperiale asburgico, distruggendoli tutti e provocando la morte di un gendarme austriaco che tentava di disinnescare un ordigno che però esplose, ed il ferimento di quattro persone. Agli attentati seguì un comunicato congiunto con varie organizzazioni nazionaliste, firmato con la sigla Giovane Italia, che dichiarava che se ci fossero stati altri attentati in Italia avrebbero risposto con estrema violenza con azioni armate non solo in Alto Adige, ma anche nei territori austriaci. L'inchiesta giudiziaria veronese, riguardante l'operato altoatesino di Carlo Fumagalli, fu immediatamente accantonata, mentre l'informatore che l'aveva suscitata, Marcello Soffiati, subì a stretto giro una perquisizione domiciliare, un processo per direttissima e la condanna a cinque anni di reclusione per possesso illecito di armi. Ancora i giudici veronesi ravvisarono soltanto l'omicidio colposo nelle sanguinose sortite in territorio austriaco portate a segno da giovani di ultradestra, che non trascorsero in prigione neppure un giorno per effetto delle blande sentenze irrogate.. Questa versione degli accadimenti è del resto conforme a quella del più volte menzionato generale Marzollo (al tempo, comandante del gruppo carabinieri di Bolzano); in particolare asserì che Christian Kerbler, (esecutore materiale dell'agguato a Georg Klotz e Alois Amplatz, in cui quest'ultimo perse la vita) era un infiltrato dei servizi e/o della questura di Bolzano.
Il senatore Luigi Bertoldi, relatore della commissione parlamentare d'inchiesta, arrivò a sospettare che perfino la magistratura, in questo affare, avesse sistematicamente deviato dai propri doveri istituzionali. Il concorso di forze di polizia e servizi risulta oltre tutto dalle deposizioni di Giovanni Peternel, capo ufficio politico, e del colonnello Renzo Monico, Capocentro SIFAR di Verona. Per la cronaca, Peternel, cui Kerbler si era costituito, lo fece rifugiare (eseguendo degli ordini) in Libano.
Condannato in contumacia a ventidue anni di reclusione, nel 1976 Kerbler fu scoperto fortuitamente a Londra, ma venne rimesso in libertà per l'inerzia del governo italiano nel richiederne l'estradizione, dopo di che se ne sono perse definitivamente le tracce.

### Gli attentati ai tralicci ed alle fabbriche occupate
Dopo le azioni armate contro i separatisti tedeschi dell'Alto Adige, il MAR concentrò la propria azione su una serie di attentati esplosivi contro i tralicci dell'Enel. Il 7 gennaio del 1971 si rese responsabile dell'incendio del deposito copertoni della Pirelli-Bicocca in via Lanzi a Milano, dove alcuni operai comunisti manifestavano contro la dirigenza giudicata capitalista e sfruttatrice, e dove le Brigate Rosse facevano proselitismo; durante il rogo perse la vita l'operaio Gianfranco Carminati, che tentava di domare le fiamme. Il MAR venne in seguito coinvolto nelle indagini sulla morte del fondatore dei Gruppi d'Azione Partigiana, Giangiacomo Feltrinelli, in quelle collegate al Golpe Borghese e all'organizzazione terroristica denominata Rosa dei venti. La magistratura non ritenne le prove indiziarie nel caso Feltrinelli sufficienti a emettere una condanna, mentre alcuni esponenti delle Brigate Rosse sostennero l'ipotesi che la morte fosse avvenuta per incidente.
Il MAR, dopo questi attentati dinamitardi, venne poi smantellato attraverso l'arresto dei quadri dirigenti avvenuto nel 1974.